# Guillaume III de Hesse
Pour les articles homonymes, voir Guillaume III.
Guillaume III, dit « le Jeune » (der Jüngere), est né le 8 septembre 1471 et mort le 17 février 1500 à Rauschenberg. Il est landgrave de Haute-Hesse de 1483 à sa mort.

## Biographie
Guillaume III est le troisième fils du landgrave Henri III de Haute-Hesse et de son épouse Anna de Katzenelnbogen. Ses deux frères aînés étant morts avant lui, il succède à son père à sa mort, le 13 janvier 1483.
Guillaume III épouse en 1498 Élisabeth du Palatinat, fille du comte Philippe du Palatinat. Ils n'ont pas d'enfants. Lorsque Guillaume III meurt, c'est donc son cousin Guillaume II de Basse-Hesse qui hérite de ses biens, et réunifie ainsi le landgraviat.